# Miloš Tenković
Miloš Tenković, en serbe cyrillique Милош Тенковић (né le 8 avril 1849 et mort le 16 janvier 1891) est un peintre serbe. Son style est caractéristique de l'école réaliste.
Parmi ses œuvres, on peut noter le Paysage avec des vaches, conservé au Musée national de Belgrade.